# Stereognosi
Stereognosi (även känd som haptisk uppfattning eller taktil gnosis) är förmågan att uppfatta och känna igen formen av ett föremål i frånvaro av visuell och auditiv information genom att använda taktil information för att ge signaler om textur, storlek, rumsliga egenskaper och temperatur, etc. För människor förmedlas detta intryck, tillsammans med taktil rumslig synförmåga, uppfattning av vibrationer, urskiljning av textur och proprioception av bakre kolonnmediala lemniscusbanan av det centrala nervsystemet.
Stereognositester utförs för att avgöra om hjässloben i hjärnan är intakt. Normalt sker dessa tester genom att patienten får identifiera vanliga objekt (t.ex. nycklar, kam, säkerhetsnålar) som placeras i hens hand utan visuella referenser. Stereognosi är en högre cerebral associativ kortikal funktion.
Astereognosi betecknar misslyckandet att identifiera eller känna igen objekt genom palpation i avsaknad av visuell eller auditiv information, även om taktila, proprioceptiva och termiska förnimmelser kan vara opåverkad. Det kan orsakas av sjukdom i sensoriska cortex eller bakre kolumner. Människor som lider av Alzheimers sjukdom uppvisar en reduktion i stereognosi. Astereognosi kan orsakas av skada på de bakre associationsområdenas parietala, temporala, eller occipitallober, eller postcentral gyrus av endera hjärnhalvan.  För andra typer av demens, visar sig stereognosi inte minska.